# مايك جيمس (لاعب كرة سلة مواليد 1990)
مايك جيمس (بالإنجليزية: Mike James)‏ مواليد 18 أغسطس 1990 في بورتلاند، هو لاعب كرة سلة أمريكي. بدأ مسيرته الاحترافية في سنة 2012. يحمل الرقم 5. يبلغ طوله 6 قدم 1 بوصة (1.9 م).

## المسيرة الاحترافية
لعب مع نادي زغرب لكرة السلة في سنة 2012، ثم لعب مع ساسكي باسكونيا في الدوري الإسباني من سنة 2014 إلى 2016، ثم لعب مع نادي باناثينايكوس لكرة السلة في سنة 2016.

## إحصائيات المسيرة

### الدوري الأوروبي
| السنة   | الفريق         | لعب | بدأ | دقيقة | ميداني% | ثلاثية | حرة  | ارتداد | صنع | استلاب | تصدي | نقطة | أداء |
| ------- | -------------- | --- | --- | ----- | ------- | ------ | ---- | ------ | --- | ------ | ---- | ---- | ---- |
| 2014–15 | ساسكي باسكونيا | 16  | 6   | 19.2  | .404    | .222   | .844 | 2.4    | 1.9 | 1.1    | .0   | 11.1 | 8.0  |
| 2015–16 | ساسكي باسكونيا | 29  | 0   | 21.1  | .424    | .368   | .864 | 2.6    | 2.7 | .6     | .1   | 10.0 | 10.1 |
| المسيرة |                | 45  | 6   | 20.5  | .416    | .310   | .854 | 2.5    | 2.4 | 0.8    | .1   | 10.4 | 9.4  |

## روابط خارجية
- مايك جيمس على موقع الدوري الأوروبي لكرة السلة (الإنجليزية)
- مايك جيمس على موقع إن بي أي (الإنجليزية)
- مايك جيمس على موقع سبورتس رفرنس (الإنجليزية)
- مايك جيمس على موقع الدوري الإسباني لكرة السلة (الإسبانية)
- مايك جيمس على موقع كرة السلة الأوروبية.كوم (الإنجليزية)
- مايك جيمس على موقع كلية كرة السلة في سبورتس رفرنس.كوم (الإنجليزية)
- مايك جيمس على موقع ريلجم (الإنجليزية)
- مايك جيمس على موقع بروبوليرز (الإنجليزية)